# 六斑微長蝽
六斑微長蝽（学名：Botocudo formosanus）为長蝽科微長蝽屬下的一个种。